# Tatsip Ataa
Tatsip Ataa (zastarale Tatsip Atâ) je uzavřená farma v kraji Qeqqata v Grónsku. Nachází se asi 42 km severně od Sisimiutu, 63 km severozápadně od Sarfannguitu a 69 km jihozápadně od Attu. Díky své poloze to byla nejsevernější farma v Grónsku vůbec.

## Historie
Tatsip Ataa byl založen v roce 1978. Pracoval tu pouze jeden farmář, který se v roce 1991 odstěhoval. Po třinácti letech v roce 2004 byl proveden pokus o obnovení farmy s dvěma farmáři, ten však nebyl úspěšný a skončil rok poté v roce 2005.